# Латина (округ)
Округ Латина (итал. Provincia di Latina) је округ у оквиру покрајине Лацио у средишњој Италији. Седиште округа покрајине и највеће градско насеље је истоимени град Латина.
Површина округа је 2.251 км², а број становника 545.217 (2008. године).

## Природне одлике
Округ Латина чини јужни део историјске области Лацио. Он се налази у средишњем делу државе, са дугим изласком на Тиренско море. Већи део округа налази се у приобалној Понтијској равници, која је плодна и густо насељена. На морској обали налази се туристички најпосећенији и најразвијенији део лацијске ривијере.
Округу Латина припада и Понтијски архипелаг, састављен од неколико малих острва на 20-30 км од копна.

## Становништво
По последњим проценама из 2008. године у округу Латина живи близу 550.000 становника. Густина насељености је велика, готово 250 ст/км². Целокупан округ је добро насељен, и јужни приморски и северни равничарски.
Поред претежног италијанског становништва у округу живе и известан број досељеника из свих делова света.

## Општине и насеља
У округу Латина постоји 33 општине (итал. Comuni).
Најважније градско насеље и седиште округа је град Латина (117.000 ст.) у западном делу округа. Важни градови су и Априлија (69.000 ст.) у крајње западном делу округа, Терачина (44.000 ст.) у јужном делу округа и Гаета (22.000 ст.) у источном делу округа.